# Точка поворота главной последовательности

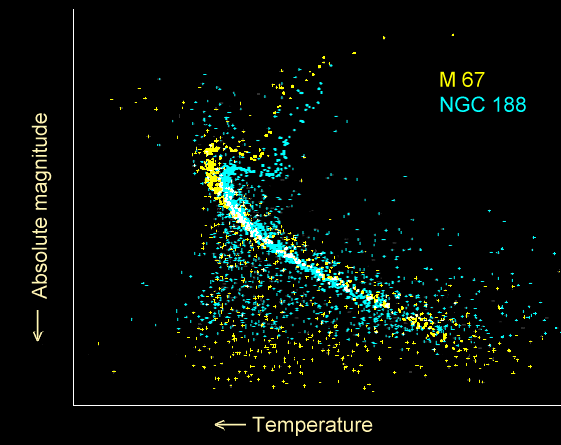
Диаграмма Герцшпрунга — Рассела для двух рассеянных скоплений M67 и NGC 188 показывает различие в положении точки поворота в зависимости от возраста скопления. У более старого скопления NGC 188 точка поворота расположена ниже.

То́чка поворо́та для звезды главной последовательности — точка на диаграмме Герцшпрунга — Рассела, где звезда покидает главную последовательность после исчерпания основных запасов водородного топлива в своём ядре.

## Звёзды без точек поворота
Красные карлики — это звезды массой 0,08—0,4 солнечной, также называемые звездами класса M. Красные карлики имеют достаточную массу водорода для поддержания превращения (термоядерного синтеза) водорода в гелий с помощью протон-протонного цикла, но этой массы недостаточно, чтобы обеспечить температуру и давление, необходимые для превращения гелия в углерод, азот или кислород (см. CNO-цикл). Однако для реакции синтеза доступны все их запасы водорода, а низкие температура и давление означают, что время жизни этих звезд на главной последовательности с «нулевой точки» до точки поворота будет измеряться в триллионах лет. Так, продолжительность жизни звезды массой 0,1 солнечной — 6 триллионов лет. Этот срок значительно превышает нынешний возраст Вселенной, поэтому все красные карлики являются звездами главной последовательности. Но даже несмотря на чрезвычайно долгое время жизни, эти звезды в конце концов исчерпают своё горючее. После того, как все доступные запасы водорода будут израсходованы, звёздный нуклеосинтез останавливается, а оставшийся раскалённый гелий медленно охлаждается из-за излучения звезды во внешнюю среду. В отсутствие ядерных реакций, расширявших звезду, гравитация приведёт к её сжатию, пока это сжатие, в свою очередь, не будет скомпенсировано давлением вырожденных электронов. Остывающая звезда теперь ушла с главной последовательности; эта стадия её эволюции известна как гелиевый белый карлик.